# Kotchubaea montana
Kotchubaea montana es una especie de planta con flor en la familia de las Rubiaceae. 
Es endémica del departamento de San Martín, Perú. Está amenazada por pérdida de hábitat.

## Fuente
- World Conservation Monitoring Centre 1998. Kotchubaea montana. 2006 IUCN Lista Roja de Especies Amenazadas; bajado 22 de agosto de 2007

- Datos: Q5457425